# Les cinc K
Les 5 K són uns articles de fe del Sikhisme, una religió que va ser fundada pel Guru Nanak Dev Ji en el Punjab, una província del nord de l'Índia. Després d'una cerimònia anomenada Dastar Bandi, i de la seva iniciació en la Khalsa, el sikh complirà amb aquests cinc articles de fe (les 5 K) referents a la seva aparença quotidiana.
- Primer article de fe: Els sikhs han de deixar-se créixer el pèl (cabells i barba) i no tallar-se'l mai. (kesh).

- Segon article de fe: Els sikhs han de dur una polsera d'acer anomenada kara, al voltant del seu canell.

- Tercer article de fe: Els sikhs han de fer servir una pinta de fusta, anomenada kanga, per pentinar-se el cabell.

- Quart article de fe: Els sikhs han de dur com a roba interior, uns calçotets de cotó anomenats kachera.

- Cinquè article de fe: Els sikhs han de dur una daga d'acer, anomenada kirpan, que es fa servir per l'autodefensa, per la defensa de persones en situació de perill i per altres motius religiosos. Mai no pot ser utilitzada per cometre delictes.[1]